# Robert Heffernan
Robert „Robbie” Heffernan (ur. 28 lutego 1978 w Corku) – irlandzki lekkoatleta, specjalizujący się w chodzie sportowym, mistrz świata z 2013. Pięciokrotny uczestnik letnich igrzysk olimpijskich (Sydney 2000, Ateny 2004, Pekin 2008, Londyn 2012, Rio de Janeiro 2016).
Mąż Marian Andrews-Heffernan, irlandzkiej sprinterki.

## Sukcesy sportowe
Zwyciężył w chodzie na 50 kilometrów na mistrzostwach świata w 2013 w Moskwie.
Wielokrotny medalista mistrzostw Irlandii i Wielkiej Brytanii, m.in.:
- mistrz Irlandii w chodzie na 10 000 metrów – 2010
- halowy mistrz Irlandii w chodzie na 5000 metrów – 2011
- trzykrotny halowy mistrz Wielkiej Brytanii w chodzie na 3000 metrów – 2000, 2001, 2002[1]

| Rok  | Miasto         | Zawody                            | Konkurencja                 | Wynik                    |
| ---- | -------------- | --------------------------------- | --------------------------- | ------------------------ |
| 2002 | Monachium      | Mistrzostwa Europy                | chód na 20 km               | 8. miejsce               |
| 2007 | Osaka          | Mistrzostwa świata                | chód na 20 km               | 6. miejsce               |
| 2008 | Pekin          | Igrzyska olimpijskie              | chód na 20 km               | 8. miejsce               |
| 2009 | Metz           | Puchar Europy                     | chód na 20 km               | 4. miejsce               |
| 2010 | Barcelona      | Mistrzostwa Europy                | chód na 20 km chód na 50 km | brązowy medal 4. miejsce |
| 2011 | A Coruña       | IAAF Race Walking Challenge Final | chód na 10 km               | 5. miejsce               |
| 2012 | Londyn         | Igrzyska olimpijskie              | chód na 50 km chód na 20 km | brązowy medal 9. miejsce |
| 2013 | Moskwa         | Mistrzostwa świata                | chód na 50 km               | złoty medal              |
| 2015 | Pekin          | Mistrzostwa świata                | chód na 50 km               | 5. miejsce               |
| 2016 | Rio de Janeiro | Igrzyska olimpijskie              | chód na 50 km               | 6. miejsce               |
| 2017 | Londyn         | Mistrzostwa świata                | chód na 50 km               | 8. miejsce               |

## Rekordy życiowe
- na powietrzu
  - chód na 3000 metrów – 11:09,08 – Cork 08/07/2014
  - chód na 5000 metrów – 18:59,37 – Gavà 30/06/2007 (rekord Irlandii)
  - chód na 10 000 metrów – 38:27,57 – Dublin 20/07/2008 (rekord Irlandii)
  - chód na 5 kilometrów – 20:02 – Cieza 24/09/2006
  - chód na 10 kilometrów – 39:15 – A Coruña 17/09/2011
  - chód na 20 kilometrów – 1:19:22 – Czeboksary 10/05/2008 (rekord Irlandii)
  - chód na 30 kilometrów – 2:08:57 – Dublin 15/07/2000 (rekord Irlandii)
  - chód na 50 kilometrów – 3:37:54 – Londyn 11/08/2012 (rekord Irlandii)
- w hali
  - chód na 3000 metrów – 11:10,02 – Cardiff 02/02/2002 (rekord Irlandii)
  - chód na 5000 metrów – 18:51,46 – Belfast 26/01/2008 (rekord Irlandii)